# School Daze
School Daze è il settimo singolo degli W.A.S.P., pubblicato nel 1985.
Registrata nel 1984, la canzone è stata pubblicata per la prima volta nell'album W.A.S.P..

## Tracce
1. School Daze – 3:34
2. Paint it Black (cover dai Rolling Stones) – 3:27

## Formazione
- Blackie Lawless - voce, basso
- Randy Piper - chitarra
- Chris Holmes - chitarra
- Tony Richards - batteria